# تألق راديوي
التألق الراديوي Radio- scintillation هو تأرجح سريع غير منتظم في شدة إشعاع المنابع الراديوية تسببه الاختلافات في كثافة الإلكترونات في المناطق التي يخترقها الشعاع الراديوي، ففي الطبقات ذات الكثافة الإلكترونية المتغيرة يتغير شكل جبهة الموجة بحيث يؤدي إلى تأرجح في كل من اتجاه وشدة الإشعاع، يحدث التألق الراديوي الأيونسفيري نتيجة لتغيير كثافة الإلكترونات في طبقة الأيونسفير وخصوصاً في طبقة F2 على ارتفاع حوالي 200 كم من سطح الأرض، كما يحدث التألق الراديوي بين الكوكبي بسبب تغيير كثافة الإلكترونات في غاو ما بين الكواكب، ومثل التألق البصري فإن التألق الراديوي يشاهد فقط بالنسبة للأجسام ذات القطر الزاوي الصغير.
المصدر: الموسوعة الفلكية